# Mühlebach
Mühlebach is een voormalige gemeente en plaats in het Zwitserse kanton Wallis en maakt sinds 1 oktober 2004 deel uit van de gemeente Ernen in het district Goms.
Er wordt in het gebied een vorm van Zwitserduits gesproken, oftewel "Schweizerdeutsch", ook wel "Schwyzerdütsch", of "Schwiizertüütsch". Het is een verzamelnaam voor de Alemannische dialecten, die in Zwitserland gesproken worden, voornamelijk Hochalemannisch en in mindere mate ook Hochstalemannisch zijnde. Een opmerkelijke variant is het Walliserduits, dat in het kanton Wallis gesproken wordt, behorend tot het Hochstalemannische dialect, dat zelfs door de overige Zwitsers moeilijk wordt verstaan.
Het plaatsje beslaat dermate weinig oppervlakte en heeft dermate weinig inwoners, dat er geen straatnamen zijn, wat huisnummer overbodig maakt, en de post simpelweg op achternaam wordt bezorgd.

## Geschiedenis
De naam Mühlebach gaat terug op de "Müllinen", het molenrad, zoals ook in de vlag en het wapen weergegeven, en werd voor het eerst in een oorkonde vermeld in 1215 in verband met het adellijk geslacht van de heren van Mühlebach.
"Mühle" is letterlijk vertaald "molen" en "bach" betekent letterlijk "beek". Molenbeek. Zowel Mühlebach het dorp, als de beek de Mühlebach die de begrenzing vormt van het plaatsje, zijn vernoemd naar de drie molens aangedreven door het water, die vroeger het dorpje voorzagen in al zijn behoeften.
Een van deze molens was voor het malen van het graan, maar het stoken van de bakkersoven kostte dermate veel hout, dat alleen eens in de zoveel tijd brood kon worden gebakken. Er werd een systeem gehanteerd, waardoor elke familie in Mühlebach eens in de zoveel tijd aan de beurt was om zelf haar brood te bakken voor twee maanden. Aan het eind van deze periode waren de broden zo hard, dat het "richtige Steinen" waren geworden en het "Walliser Brot" een berucht fenomeen werd.
Inmiddels zijn deze molens er niet meer, maar een van de molenstenen is bewaard gebleven en prijkt in de tuin van een van de oudste families van Mühlebach die nu nog daar woont.

### Dorpskern
Mühlebach heeft de oudste dorpskern van Zwitserland in traditionele "Holzbauweise", letterlijk vertaald "houtbouw". In 2002 heeft men, aan de hand van analyse van jaarringen in het hout (dendrochronologie) in een wetenschappelijke studie van houten gebouwen, 11 oude huizen, "Heidehischer" genoemd, tussen 1381 en 1497 kunnen dateren.
Vele oude dorpskernen in houtbouw gingen te gronde door vernieuwingen, barre weersomstandigheden, branden, of lawines. Mühlebach is, mede doordat de bewoners het dorp koesteren in haar oorspronkelijke staat, uitstekend geconserveerd gebleven. Er is binnen het dorp dan ook veel overlevering van verhalen en tradities.

### Historische personen
Kardinaal Matthäus Schiner (1465-1522), geboren en getogen in Mühlebach, is de beroemdste persoon, die zijn herkomst vindt in het gebied. Zijn ouderlijk huis staat er nog altijd. Eenmaal in de Europese politiek, waar hij hoge functies bekleedde, werd hij uiteindelijk aartsbisschop van Novara en kardinaal van Rome. Hij was sympathisant van keizer Karel V en mede dankzij hem werd keizer Karels leermeester, aartsbisschop Adriaan van Utrecht, paus Adrianus VI. Hij haalde de banden met Rome sterk aan, waardoor de Pauselijke Garde nu nog steeds uit Goms wordt gerekruteerd.

### De kapel
Op de heuvel midden in het dorp stond ooit slot Mühlebach, dat uitkeek over het gehele dorp. Tijdens de bouw van de St. Georg kerk in Ernen (1510-1518) is slot Mühlebach echter afgebroken, vanwege de hoge prijs voor stenen in die tijd, en zijn de stenen onder andere gebruikt voor de kerktoren aldaar.
Wat wel bewaard is gebleven is de kapel van Mühlebach, maagdelijk wit, gepositioneerd op de hoogste heuvel in het dorp, even verder van de heuvel waar ooit slot Mühlebach op prijkte en vlakbij waar de stoeltjeslift omhoog gaat naar de Erner Galen. De kapel werd zorgvuldig gerestaureerd in 1988-1989. In 1673-1676 werd ze opgericht in plaats van een eerder gebouw, waarvan de laatgotische, kwalitatief hoogstaande sculpturen gedeeltelijk in de St. Georg kerk van Ernen belandden. Het resterende beeldhouwwerk in de kapel dateert uit de 16de tot 18de eeuw. 
Een aantal decennia geleden (in de jaren 70) probeerde een student uit München een van de beelden uit de kapel van Mühlebach te stelen. Zodra herr Seiler, toen burgemeester van Mühlebach, dit in de gaten kreeg, redeneerde hij snel en kwam tot de conclusie, dat de jongeman nooit ver uit de buurt kon zijn en welke richting hij uit was gegaan met oog op het woeste berglandschap. Even later stond hij op de weg de jongeman op te wachten, die herr Seiler onder geen beding in zijn tassen wilde laten kijken na het vriendelijke verzoek zijn tassen te openen. Herr Seiler griste de tas van de student uit zijn armen en trof daar niet alleen het antieke houten beeld van de heilige uit de kapel in aan, maar meerdere kostbare beelden uit kerken van de omgeving. Sindsdien staan de beelden van de heiligen achter slot en grendel in de nissen van de kapel.

## Erner Galen
Mühlebach had voorheen een stoeltjeslift omhoog naar de Erner Galen, een wandel- en ski-gebied (20 km piste). Van 1235 meter boven zeeniveau klimt deze lift naar Chäserstatt op 1774 meter. Het voormalige bergstation is omgebouwd tot hotel/conferentie-centrum en micro-brouwerij samen met het reeds bestaande bergrestaurant. Het bergrestaurant is nog steeds een trekpleister voor (sneeuwschoen-)wandelaars en toerskiërs en is en het gehele jaar open.
Omdat het gebied niet erg toeristisch is en de laatste jaren het onder de nodige lasten heeft geleden door technische tegenslagen, werd de Erner Galen gratis aangeboden voor een ieder, die er 900.000 euro in wil steken en het contract van de vaste 12 werknemers wil verlengen. Hiermee is de Erner Galen veelvuldig in de internationale media verschenen. Het gerucht dat een Engelsman het gebied zal overnemen, is onlangs bevestigd.

## Liefde Incognito
Ondanks de rijke, bijzondere geschiedenis van dit oord, is Mühlebach met weinig toerisme en naamsbekendheid een klein geheim verscholen tussen de bergen. Behalve voor Jos van Manen-Pieters, een Nederlandse schrijfster uit 1930, wier boek Liefde Incognito zich hoofdzakelijk in Mühlebach afspeelde met gedetailleerde beschrijvingen van het lieflijke dorpje.

## Geboren
- Patrizia Kummer (1987), snowboardster